# Rejon błagowieszczeński (Kraj Ałtajski)
Rejon błagowieszczeński (ros. Благовещенский район) – rejon na terenie wchodzącego w skład Rosji syberyjskiego Kraju Ałtajskiego
Rejon leży w zachodniej części Kraju Ałtajskiego i ma powierzchnię 3,7 tys. km². Na jego obszarze żyje ok. 34,8 tys. osób; całość populacji stanowi ludność wiejska, gdyż w skład tej jednostki podziału terytorialnego nie wchodzi żadne miasto. Ludność rejonu zamieszkuje w 31 wsiach. 84,1% mieszkańców rejonu stanowią Rosjanie, 6,6% – Niemcy, 5,3% – Ukraińcy, a 1,7% – Kazachowie.
Ośrodkiem administracyjnym rejonu jest  wieś Błagowieszczenka.
Rejon został utworzony w 1925 r.